# Slaget vid Hydaspes
Efter att ha korsat floden Hydaspes mötte grekerna under Alexander den store en här som leddes av sonen till den indiske rajan Poros. Denna här slogs ned och rajans son dödades. Kort därpå mötte Alexander Poros själv, som besegrades då Krateros anlände med förstärkningar, flera tusen ryttare, och anföll Poros bakifrån. Rajan överlevde dock, och insattes som kung över Pauvaranerna under Alexanders överhöghet. Detta var det sista av de fyra stora slag som Alexander den store utkämpade. Under detta slag ska även Alexanders häst, Bukefalos, ha blivit dödad eller dött av hög ålder.